# 42-й пехотный полк (Великобритания)
42-й (королевский Хайлендский) пехотный полк (англ. 42nd (Royal Highland) Regiment of Foot) — шотландский пехотный полк Британской армии, традиционно известный под прозвищем «Чёрная стража» (англ. Black Watch). Его корни уходят в эпоху существования вольных хайлендских рот, хотя единым полком он стал впервые в 1739 году после того, как шесть хайлендских рот были объединены в пехотный полк, который изначально был 43-м пехотным. В 1748 году после расформирования пехотного полка Оглторпа 43-й пехотный полк был переименован в 42-й (Хайлендский) пехотный полк (англ. 42nd (Highland) Regiment of Foot).
42-й пехотный полк стал одним из трёх первых пехотных полков Хайленда, участвовавших в сражениях в Северной Америке — вместе с 77-м пехотным полком хайлендеров Монтгомери и 78-м пехотным полком хайлендцев Фрейзера. В 1881 году после реформ Чайлдерса 42-й и 73-й Пертширский пехотные полки были объединены в один пехотный полк, получивший название «Чёрная стража», а его 1-й батальон был сформирован на основе 42-го пехотного полка. В 2006 году после очередной военной реформы Чёрная стража стала батальоном в составе Королевского полка Шотландии.

## История

### Ранняя

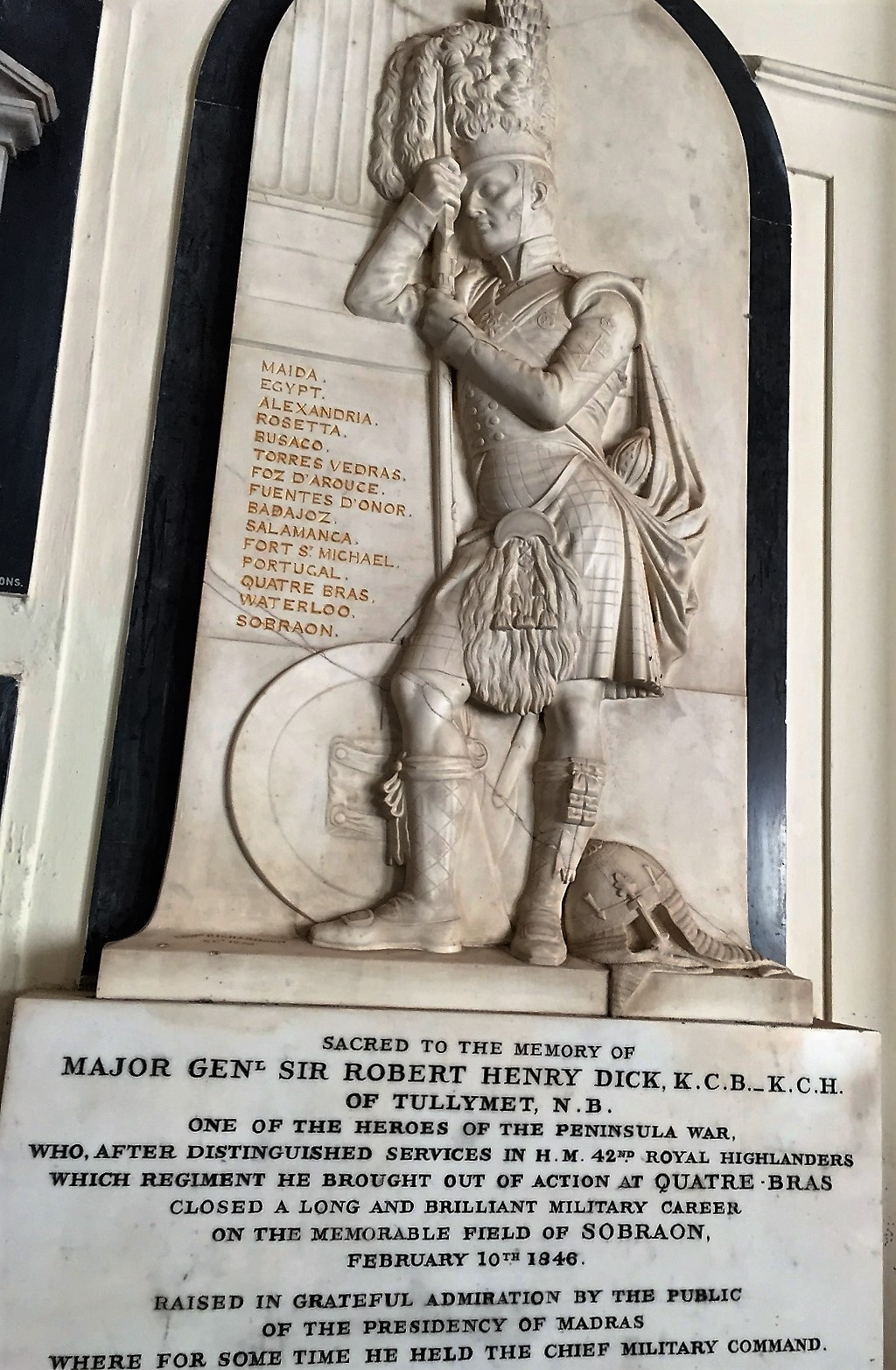
Памятник сэру Дик, Роберт Генри в соборе Святого Георгия в Ченнаи: изображён пехотинец 42-го полка в парадной форме на пьедестале, на котором высечены воинские почести полка

После восстания якобитов 1715 года у британского правительства не было ни средств, ни человеческих ресурсов для содержания регулярного войска в Хайленде. В связи с этим британцы вынуждены были вербовать представителей местных кланов, лояльных вигам. Этот опыт оказался неудачным, поскольку не предотвращал преступность (в том числе угон скота). В связи с этим в 1725 году в качестве ополчения стали созываться Вольные хайлендские роты, которыми командовал генерал Джордж Уэйд. Ему дали задание построить сеть дорог для обеспечения выполнения вышеозначенных обязанностей. В шесть вольных хайлендских рот вербовались представителли местных кланов: в частности, одна рота набиралась из клана Манро, другая — из клана Фрейзер из Ловата, третья — из клана Грант, четвёртая — из клана Кэмпбелл. Эти роты получили прозвище «Чёрная стража» (англ. Black Watch, ирл. Am Freiceadan Dubh), которое, возможно, было связано с цветом одежды, которую они носили. В 1739 году были образованы ещё четыре роты, и общее число вольных хайлендских рот было доведено до 10.
В 1739 году 10 вольных хайлендских рот «Чёрной стражи» были объединены в 43-й Хайлендский пехотный полк (англ. 43rd Highland Regiment of Foot). Впервые его созвали в 1740 году в Аберфелдли. В его главе стояли полковник Джон Линдси, 20-й граф Кроуфорд и подполковник сэр Роберт Манро, 6-й баронет. Среди капитанов были брат сэра Роберта Джордж (капитан вольной роты, созванной в 1745 году) и их кузен Джон, произведённый в 1745 году в подполковники (сэр Роберт в том же году был назначен командиром 37-го Нортгемпширского пехотного полка), а также Джордж Грант (англ. George Grant), Колин Кэмпбелл из Монзи (англ. Colin Campbell of Monzie), Джеймс Колкухун из Ласса (англ. James Colquhoun of Luss), Джон Кэмпбелл из Кэррика (англ. John Campbell of Carrick), Коллин Кэмпбелл из Баллимора (англ. Collin Campbell of Balliemore) и Дугал Кэмпбелл из Крэйгниша (англ. Dougal Campbell of Craignish).

## В массовой культуре
С 42-м пехотным полком связаны несколько маршей и гимнов, среди которых упоминается «Wha Saw the Forty-Second» (англ. Что видел сорок второй, также под названием англ. Wha saw the Forty Twa) — переработка якобитской песни «Wha Wadna Fecht For Charlie» (англ. Кто хочет воевать за Чарли). Также полку посвящены песни «The Gallant Forty Twa» (англ. Отважная сорокадвушка), «Jock MacGraw» (англ. Шотландец МакГроу) и «Twa Recruiting Sergeants» (англ. Два сержанта-вербовщика) — последняя является отсылкой к вербовщикам, пытавшимся зазвать шотландцев в полк. В стихотворении Томаса Гуда «Faithless Nelly Gray» (англ. Неверная Нелли Грей) упоминается 42-й пехотный полк, в котором служил герой стихотворения. «The Gallant Forty Twa» также упоминается во второй строчке песни «The Baltic tae Byzantium» Брайана Макнила.

## Воинские почести
По британским традициям, воинские почести присваиваются тем частям, которые проявили себя в различных боях, и представляют собой нанесение символического названия сражения на штандарт полка. 42-му пехотному полку были присвоены следующие воинские почести:
- Egypt
- Peninsular War: Corunna, Fuentes D'Onor, Pyrenees, Nivelle, Nive, Orthes, Toulouse, Peninsula
- Waterloo
- Crimean War: Alma, Sevastopol
- Indian Mutiny: Lucknow
- Ashanti Wars: Ashantee 1873—74
- Guadaloupe 1759, Martinique 1762, Havannah[a]
- Busaco[b]
- North America 1763–64[c]
- Salamanca[d]

## Командиры полка
Полком командовали следующие лица:
- 1739—1741: генерал-лейтенант Джон Линдси, 20-й граф Кроуфорд
- 1741—1745: бригадный генерал Хью Семпилл, 12-й лорд Семпилл[англ.]
- 1745—1787: генерал лорд Джон Мюррей[англ.]

42-й (королевский Хайлендский) пехотный полк (с 1758)
- 1787—1805: генерал сэр Эктор Манро, 8-й лэрд Новар[англ.]
- 1806—1820: генерал Джордж Гордон, 5-й герцог Гордон, маркиз Хантли
- 1820—1823: генерал Джон Хоуп, 4-й граф Хоуптоун
- 1823—1844: генерал сэр Джордж Мюррей
- 1844—1850: генерал-лейтенант сэр Джон Макдональд[англ.]
- 1850—1862: генерал сэр Джеймс Доус Дуглас[англ.]
- 1862—1863: фельдмаршал Джордж Хей, 8-й маркиз Твиддэйл

42-й (королевский Хайлендский) пехотный полк Чёрной стражи (с 1861)
- 1863—1881: генерал сэр Дункан Александр Кэмерон[англ.]

## Некоторые известные военнослужащие
- Джеймс Аберкромби[англ.] (1732—1775), подполковник Британской армии, капитан 42-го пехотного полка
- Джон Роберт Грант[англ.] (1729—1790), капитан Британской армии
- Генри Дэйви[англ.] (1797—1885), депутат Парламента от Либеральной партии
- Данкан Кэмпбелл[англ.] (ум. 1758), офицер Британской армии, погиб в битве при Карильоне
- Лаклан Маккуори (1762—1824), губернатор Нового Южного Уэльса в 1810—1821 годах
- Роберт Манро[англ.] (1684—1746), полковник Британской армии, офицер 42-го пехотного полка
- Джон Смолл[англ.] (1726—1796), генерал-майор Британской армии
- Адам Фергюсон (1723—1816), философ и историк[17]

### Кавалеры креста Виктории
Крестом Виктории были награждены следующие военнослужащие 42-го пехотного полка:
- Фрэнсис Фаркухарсон[англ.], Восстание сипаев (Лакнау), 9 марта 1858 года
- Джон Симпсон[англ.], Восстание сипаев (Форт-Рухья), 15 апреля 1858 года
- Александр Томпсон[англ.], Восстание сипаев (Форт-Рухья), 15 апреля 1858 года
- Джеймс Дэвис[англ.], Восстание сипаев (Форт-Рухья), 15 апреля 1858 года
- Эдвард Спенс[англ.], Восстание сипаев (Форт-Рухья), 15 апреля 1858 года
- Уильям Гарднер[англ.], Восстание сипаев (Барейлли), 5 мая 1858 года
- Уолтер Кук[англ.], Восстание сипаев (Сиссайя-Гхат), 15 января 1859 года
- Данкан Миллар[англ.], Восстание сипаев (Сиссайя-Гхат), 15 января 1859 года
- Сэмюэл Макгоу[англ.], Война против ашанти (Амоафул[англ.]), 31 января 1874 года

## Комментарии
1. ↑  Присвоено полку Чёрной стражи в 1909 году
2. ↑  Присвоено полку Чёрной стражи в 1910 году
3. ↑  Присвоено полку Чёрной стражи в 1914 году
4. ↑  Присвоено полку Чёрной стражи в 1951 году